# عشقتو بریز به پام
«عشقتو بریز به پام» تک‌آهنگی از مدونا، نیکی میناژ، ام.آی.ای. است که در سال ۲۰۱۲ میلادی منتشر شد. این تک‌آهنگ در آلبوم ام‌دی‌ان‌ای (آلبوم) قرار داشت.
این تک‌آهنگ در چارت‌های فنلاند، در رتبه اول و در چارت‌های ، ایتالیا، والونیا، فرانسه، سوئیس، فلاندرز، آلمان، اسپانیا جزو ده ترانه اول قرار گرفت.